# 3855 Pasasymphonia
3855 Pasasymphonia eller 1986 NF1 är en asteroid i huvudbältet som upptäcktes 4 juli 1986 av den amerikanske astronomen Eleanor F. Helin vid Palomar-observatoriet. Den är uppkallad efter orkestern Pasadena Symphony and Pops.
Asteroiden har en diameter på ungefär 5 kilometer och den tillhör asteroidgruppen Flora.